# 晋城经济技术开发区
晋城经济技术开发区，是位于中华人民共和国山西省晋城市城区的一个国家级经济技术开发区，其辖区亦是晋城的一个类似乡级单位

## 行政区划
下辖以下地区：
郝匠社区、东吕匠社区、二圣头社区和东谢匠社区。